# Первая башня (Красноярск)
Первая башня — 30-этажное высотное офисное здание в Красноярске. Является самым высоким зданием города, высота составляет 120 метров. Это современное здание башенного типа переменной этажности, здание используются как  торгово-деловой центр.
Деловой центр расположен в микрорайоне Взлётка, в деловом центре города, находится поблизости от транспортных развязок. Это здание переменной этажности (от 15 до 30 этажей в самой высокой её части), площадь составляет 53 217 м².

## Внутреннее устройство
С 5 по 25 этажи в здании располагаются офисы, на первых этажах расположен торговый центр, в подземных этажах находится автомобильная парковка. Также на улице находится наземная парковка.

## Строительство
Строительство Первой башни началось в 2006 году, построена компанией Монолитхолдинг в 2009 году.